# Neuhofener Altrhein (nördliche Erweiterung)
Koordinaten: 49° 25′ 49″ N, 8° 27′ 14″ O
Das Naturschutzgebiet Neuhofener Altrhein (nördliche Erweiterung) liegt im Rhein-Pfalz-Kreis in Rheinland-Pfalz. Das etwa 11 ha große Gebiet, das im Jahr 1984 unter Naturschutz gestellt wurde, erstreckt sich östlich der Ortsgemeinde Neuhofen. Nördlich fließt der Rhein. Schutzzweck ist die Erhaltung eines Altrheinabschnittes mit seinen Uferbereichen und offenen Wasserflächen sowie der Sukzessionsflächen als Lebensraum zahlreicher wildwachsender Pflanzenarten und wildlebender Tierarten, insbesondere feuchtlandgebundener Vogelarten.